# أحمد أباد عطائي (حسين أباد)
أحمد أباد عطائي (بالفارسية: احمدآباد عطائی) هي قرية تقع في إيران في قسم حسین أباد. يقدر عدد سكانها بـ 33 نسمة .